# Elinor Crawley
Elinor Crawley (8 de noviembre de 1991) es una actriz galesa conocida por su papel de Thyri, hija del conde Haraldson en la serie Vikingos y por el de Cecilia de York en The White Queen.

## Primeros años y educación
Crawley fue diagnosticada con diabetes tipo 1 a los nueve años de edad. Asistió al Whitchurch High School y se capacitó en The Workshop, un proyecto de actuación y televisión ubicado en Cardiff.

## Filmografía

### Películas
| Año  | Título           | Papel                   | Notas          |
| ---- | ---------------- | ----------------------- | -------------- |
| 2010 | Submarine        | Abby Smuts              |                |
| 2014 | The Tap Tap Lady | Jennifer                | Cortometraje   |
| 2015 | Bridgend         | Laurel                  |                |
| 2016 | The Thunderers   | Mari                    |                |
| 2016 | Victrix          | Viviane (Dama del lago) | Pre-production |

### Televisión
| Año     | Título                    | Papel                              | Notas                    |
| ------- | ------------------------- | ---------------------------------- | ------------------------ |
| 2007    | The Sarah Jane Adventures | Chica del anuncio de 'Bubbleshock' | 1 episodio               |
| 2011    | El joven Drácula          | Alumna                             |                          |
| 2011    | Tati's Hotel              | Dizzee                             |                          |
| 2011    | Ideal                     | Jess                               |                          |
| 2012    | Doctors                   | Millie Bowman                      | Episodio: The Cat's Meow |
| 2012    | Un mundo sin fin          | Joan                               |                          |
| 2013    | The White Queen           | Cecilia de York                    |                          |
| 2013–15 | Vikingos                  | Thyri                              |                          |
| 2014    | Law & Order               | Abby Glendon                       | Episodio: Hard Stop      |
| 2015    | Ordinary Lies             | Sarah-Jane                         |                          |